# 神田秀夫
神田 秀夫（かんだ ひでお、1913年12月20日 - 1993年9月18日）は、日本の国文学者、俳句評論家。古代から近世の国文学を研究領域とした。戦後、国会図書館司書、共立女子大学教授、成蹊大学教授、武蔵大学教授をつとめた。

## 経歴
1913年、東京府入新井村山王（現・東京都大田区山王）生まれ。1936年、東京帝国大学文学部国文科を卒業。同大学院に進むも、応召により1937年に大学院を中退。
復員後は目黒書店に入社し、総合誌『俳句研究』の編集に携わりながら俳句評論を執筆。昭和22年から昭和30年前半にかけて評論を執筆しており、その際に「中世と俳句」から「イロニイ叙説」にいたるまでの一連の俳句イロニー説を出している。
1947年、石田波郷、西東三鬼とともに現代俳句協会を設立した。

## 受賞
- 第6回現代俳句協会大賞。